# 齐安昌
齐安昌（1917年—2000年），字世五，曾用名张福昌，男，山东昌邑人，中华人民共和国政治人物，曾任宁夏回族自治区人大常委会副主任，中共十二大代表。